# Uraniargento
Uraniargento è stata una breve collana editoriale di fantascienza pubblicata da Arnoldo Mondadori Editore con frequenza mensile fra il marzo 1995 ed il febbraio 1996, per un totale di quattordici numeri (due mensilità furono a doppia uscita). Rappresentò una collana complementare (in gergo "figlia") della più famosa Urania.

## Storia editoriale
Il direttore della collana fu Stefano Magagnoli ed il curatore Giuseppe Lippi, gli stessi della collana principale. Sulla base di quanto affermato da Lippi nella Nota introduttiva al primo numero, lo scopo di Urania Argento fu quello di accogliere le prime ristampe economiche di opere comparse in altre collane Mondadori di maggior costo, oppure opere inedite che si presentassero fin da principio come "classici"; fra questi ultimi, quei romanzi o cicli che per la loro mole avrebbero avuto un costo proibitivo per i numeri della collana "madre" Urania, allora pubblicata a frequenza quattordicinale.
Il nome della collana deriva dal colore della copertina e del dorso, che intenzionalmente richiama il color argenteo usato per i numeri denominati Speciale di Urania, e che sono presentati come gli antecedenti storici di questa collana. Il logo è bianco ed argento su fondo blu ed è scritto univerbato come "URANIARGENTO". Anche le maggiori dimensioni (21,5 x 13 cm), il carattere tipografico più grande e la stampa del testo su una sola colonna mostrano l'intento di farne un volume che possa essere presentato in libreria. A partire dal n. 7, sul colophon viene indicato come codice ISSN il codice 1123-3290 (quello corretto era 1123-329X), desunto scorrettamente dal codice a barre sulla quarta di copertina.
Dopo la sua chiusura, l'eredità della collana è stata raccolta da Urania Speciale.

## Volumi pubblicati
| Numero | Autore               | Titolo                    | Note                                                                                   | Anno           |
| ------ | -------------------- | ------------------------- | -------------------------------------------------------------------------------------- | -------------- |
| 1      | Orson Scott Card     | Domani le stelle          | Romanzo afferente alla dilogia dei Worthing.                                           | marzo 1995     |
| 2      | Anne McCaffrey       | Nel tempo di Pern         | Secondo romanzo dell'Epoca della Ricostruzione entro il Ciclo di Pern.                 | aprile 1995    |
| 3      | Michael Bishop       | L'alternativa             | Romanzo ucronico basato sulla biografia di Philip K. Dick.                             | maggio 1995    |
| 4      | Eleanor Arnason      | Sigma Draconis            |                                                                                        | giugno 1995    |
| 5      | Poul Anderson        | La pattuglia del tempo    | Primo tomo della saga completa della Pattuglia del Tempo: comprende nove testi brevi.  | luglio 1995    |
| 6      | Fred Saberhagen      | I Berserker uccidono      | Dodicesimo romanzo della saga dei Berserker.                                           | luglio 1995    |
| 7      | David Gerrold        | L'anno del massacro       | Quarto romanzo della tetralogia della Guerra contro gli Chtorr,                        | agosto 1995    |
| 8      | Piers Anthony        | Mercenario                | Secondo romanzo dell'esalogia Biografia di un tiranno spaziale,                        | agosto 1995    |
| 9      | Gregory Benford      | Il grande fiume del cielo | Terzo romanzo dell'esalogia del Centro Galattico,                                      | settembre 1995 |
| 10     | Chris Claremont      | Prima missione            | Primo romanzo della trilogia di Nicole Shea.                                           | ottobre 1995   |
| 11     | Eleanor Arnason      | Meduse                    | Romanzo afferente al ciclo di Hwarhath.                                                | novembre 1995  |
| 12     | Roger MacBride Allen | L'anello di Caronte       | Primo romanzo della dilogia La caccia alla Terra.                                      | dicembre 1995  |
| 13     | Thomas M. Disch      | Le ali della mente        |                                                                                        | gennaio 1996   |
| 14     | Poul Anderson        | Lo scudo del tempo        | Secondo tomo della saga completa della Pattuglia del Tempo: comprende sei testi brevi. | febbraio 1996  |